# Адольфус Буш
Адольфус Буш (нім. Adolphus Busch; 10 липня 1839 — 10 жовтня 1913) — американський підприємець німецького походження, співзасновник компанії Anheuser-Busch (нині Anheuser-Busch InBev). Адольфус Буш започаткував виробництво всесвітньо відомого американського пива Budweiser.
Також запровадив численні інновації, що забезпечили успіх його компанії в кінці 19-го і початку 20-го століть. Був першим американським пивоваром, який використовував пастеризацію для підтримки свіжості пива, першим, хто використав механічне охолодження і рефрижераторні залізничні вагони, які він ввів в 1876 році та першим, хто масово розливав пиво по пляшках.

## Життєпис
Адольфус народився 10 липня 1839 року був двадцять першою з двадцяти двох дітей Ульриха Буша заможного торговця приладдям для виробництва вина та пива та Барбари Пфайффер. Буш і його брати отримали якісну освіту. Оскільки у нього було багато братів і сестер, Адольф не розраховував на значну частину спадщини батька, і в 1857 році, у віці 18 років, Буш емігрував разом з трьома своїми старшими братами в Сент-Луїс, штат Міссурі.
Вибір міста був не випадковим. Оскільки в Сент-Луїсі проживало дуже багато німецьких іммігрантів, ринок пива був великим. У міста також було два найважливіших природних ресурси необхідних для виробництва і зберігання пива: річка забезпечувала достатню водопостачання; а велика кількість печер, дозволяло зберігати пиво прохолодним.

## Особисте життя
Поселившись Сент-Луїсі, 7 березня 1861 року, Буш одружився з Елізою «Ліллі» Еберхард Анхойзер, третьою дочкою Еберхарда Анхойзер, з якою прожив до кінця свого життя. У них було 13 дітей, які народилися з 1863 по 1884 рік.
Буші часто їздили в Німеччину, де побудували свій особняк. Вони назвали його Віллою Ліллі на честь місіс Буш. Він розташований в Ліндшіде, недалеко від Лангеншвальбаха, в сучасному Бад-Швальбасі.

## Кар'єра
До Громадянської війни в США Буш служив клерком в комісійному будинку, а після в оптовій компанії Вільяма Хайнріхсхофена. Під час Громадянської війни в США Буш прослужив в армії Союзу шість місяців. У цей період він дізнався, що його батько помер і він успадкував частину маєтку.
Разом з Ернстом Баттенберга він заснував в Сент-Луїсі компанію з постачання обладнання для броварень. У 1865 році він викупив частку Баттенберга і компанія була перейменована в «Adolphus Busch & Co».
Одним з клієнтів була компанія E. Anheuser & C, що належала його тестю Еберхард Анхойзер спільно з Вільямом Д'Оенчем. На той момент Anheuser була відомим в США виробником мила, але в пивоварінні компанії не вистачало знань, і в 1864 році Анхойзер переконав свого зятя перейти управління пивоварнею.
Буш керував обома компаніями до 1869 року, коли він придбав частку Д'Оенча в компанії, і з тих пір він виконував обов'язки керівного менеджера аж до смерті свого тестя. Його робота відрізнялася «своєчасним впровадженням важливих наукових і технологічних інновацій, великої стратегією продажів, орієнтованої в основному на зовнішні внутрішні і міжнародні мегаполіси».
Адольфус Буш був першим американським пивоваром, який використовував пастеризацію для підтримки свіжості пива; першим, хто використав механічне охолодження і рефрижераторні залізничні вагони, які він ввів в 1876 році; і першим, хто широко розливав пиво по пляшках. До 1877 року компанія володіла парком з 40 рефрижераторних залізничних вагонів для перевезення пива. Розширення асортименту дистрибуції компанії призвело до збільшення попиту на продукцію Anheuser, і компанія істотно розширила свої потужності в Сент Луїсі. Розширення призвело до збільшення виробництва з 31 500 барелів в 1875 році до більш ніж 200 000 в 1881 році.
Щоб оптимізувати діяльність компанії з виробництва рефрижераторних вагонів і домогтися вертикальної інтеграції, в 1878 році Буш заснував компанію St. Louis Refrigerator Car Company, якій було доручено будувати, продавати і здавати в оренду рефрижераторні вагони; до 1883 року компанія володіла 200 автомобілями, а до 1888 року — 850. Щоб обслуговувати ці вагони і перемикати їх на свою пивоварню в Сент — Луїсі, Anheuser-Busch заснував залізничну компанію Manufacturers в 1887 році. Коротка лінія працювала до 2011 року, коли компанія Anheuser-Busch спробувала припинити свою діяльність.

Протягом 1870-х років Адольфус Буш гастролював по Європі і вивчав зміни в методах пивоваріння, які відбувалися в той час, особливо успіх пива pilsner, яке включало в себе місцевий популярний зразок, зварений в Будвайсе. У 1876 році Буш представив Budweiser, прагнучи перевершити регіональні уподобання. Здатність його компанії транспортувати пляшкове пиво зробила Budweiser першим національним пивним брендом в Сполучених Штатах, і воно продавалося як «преміальне» пиво.

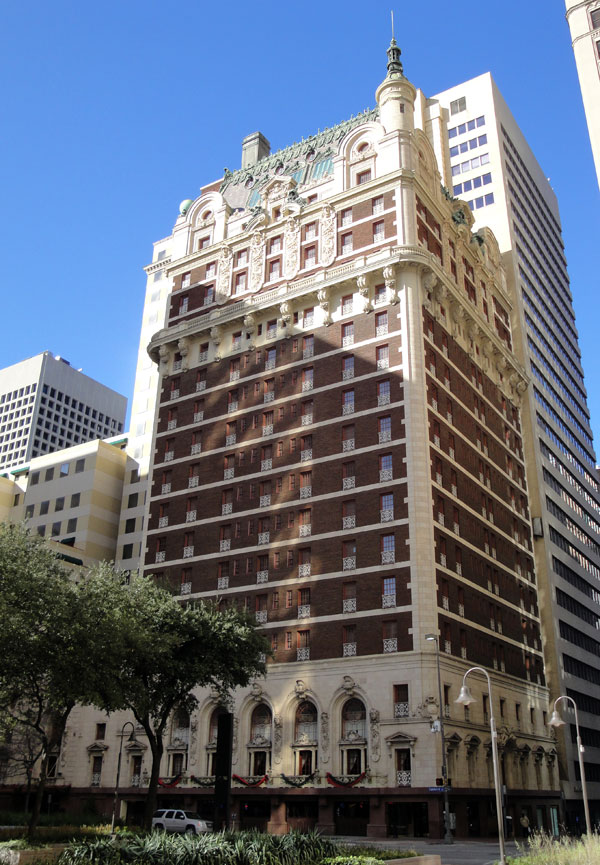
Готель «Адольфус» у Далласі, Техас.

У 1879 році компанія була перейменована в пивоварну Асоціацію Anheuser-Busch. Після смерті Еберхарда Анхойзер в 1880 році Буш став президентом компанії.
Протягом 1880-х і 1890-х років Буш представив серію рекламних оголошень і маркетингових подарунків для компанії, включаючи відкривачки для пляшок, календарі, штопори, кишенькові ножі, листівки і принти. Серед найбільш відомих з цих подарунків був «Останній бій Кастера», літографія із зображенням картини художника з Сент-Луїса, Кассіллі Адамса. В якості маркетингової тактики Буш поширив тисячі примірників цієї печатки по барах в 1896 році, в тому ж році Anheuser-Busch представила свій новий «супер-преміальний» бренд Michelob. В кінцевому рахунку було випущено більше мільйона екземплярів цієї гравюри, і вона стала «одним з найпопулярніших творів мистецтва в Американської історії».
В середині XIX—XX століть, компанія Anheuser-Busch продовжувала розширювати свої виробничі потужності, щоб не відставати від попиту.
У 1905 році, в одному зі своїх ділових листів, Адольф Буш говорив, що його мета «підкорити весь американський народ зробивши всіх любителями пива і навчити поважати пивоварну промисловість, та самого пивовара».
У 1905 році компанія побудувала новий склад в Сент-Луїсі, і до 1907 року вона виробила майже 1,6 мільйона барелів пива. У міру поширення заборони алкоголю в Сполучених Штатах, Anheuser-Busch почав виробляти безалкогольні та слабоалкогольні напої; найбільш успішним з них був Bevo, солодовий напій, введений в 1908 році.
Буш інвестував в нові будівлі і підприємства в Далласі, штат Техас, який на початку 20 століття швидко розвивався як промислове місто. У 1912 році Буш побудував тут готель Adolphus висотою 95 метрів, що стало найвищою будівлею в штаті.
Після смерті Адольфуса Буша в 1913 році контроль над компанією перейшов до його сина Августу Анхойзер-Бушу старшому, який продовжував боротися з ростом обмежень на алкоголь. В рамках зусиль по поліпшенню респектабельності вживання алкоголю серпня Буш побудував три висококласних ресторани в Сент Луїсі в 1910-х роках: готель «Лелека», готель «Гретхен» та млин Bevo.

### Diesel Motor Company of America

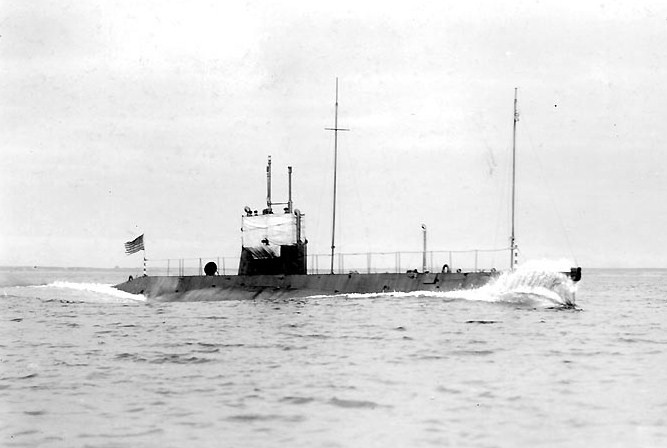
Підводний човен US U-Boot L1×450 PS з мотором Busch-Sulzer

У 1897 році, під час ділової поїздки в Німеччину, Буш дізнався від свого партнера про новий двигун Рудольфа Дизеля, і повідомив про це в телеграмі Едварду Денієлю Мейеру, який представив дизельний двигун в Сполучених Штатах. Мейер провів задокументовані випробування двигуна і рекомендував Бушу купити американські патентні права на двигун Дизеля.
Буш і його зять Хьюго Райзингер відвідали Рудольфа Дизеля в Баден-Бадені 6 вересня 1897 года. 9 жовтня 1897 року договір між Дизелем і Бушем був підписаний в Мюнхені. Натомість компанія Diesel отримувала 1 мільйон марок, а в майбутньому — 5 % ліцензійних зборів з кожного дизельного двигуна, проданого в Північній Америці і Канаді. Крім того, майбутні американські виробники дизельних двигунів повинні отримувати підтримку від компанії в якості ліцензіатів.
Повернувшись до Сполучених Штатів, Буш заснував компанію Diesel Motor Company of America. Адольф Буш став президентом, Даніель Мейер став головним інженером, а Хьюго Райзингер став фінансовим директором з проектування, виробництва і маркетингу дизельних двигунів в Північній Америці і Канаді.
У 1908 році Буш прийняв став єдиним власником компанії, а в 1911-му була заснована Busch-Sulzer, яка виробляла двигуни для локомотивів, цивільних замовників і ВМС США, приділяючи особливу увагу дизельних двигунів для американських підводних човнів аж до Другої світової війни.
У 1940-х роках активи були продані виробничої компанії Nordberg Manufacturing Company, і виробництво дизельних двигунів було припинено.

## Благодійність
Протягом усього життя Адольф Буш виявляв інтерес до своєї батьківщини, він допомагав відновлювати зруйновані будівлі, викликані повінню в Майнц-Кастель в 1882 році. Після землетрусу 1906 р він пожертвував 100 000 доларів Сан-Франциско: 50 000 доларів особисто і 50 000 доларів від своєї компанії. Буш пожертвував Гарварду 350 000 доларів на створення німецького музею.

## Смерть та поховання

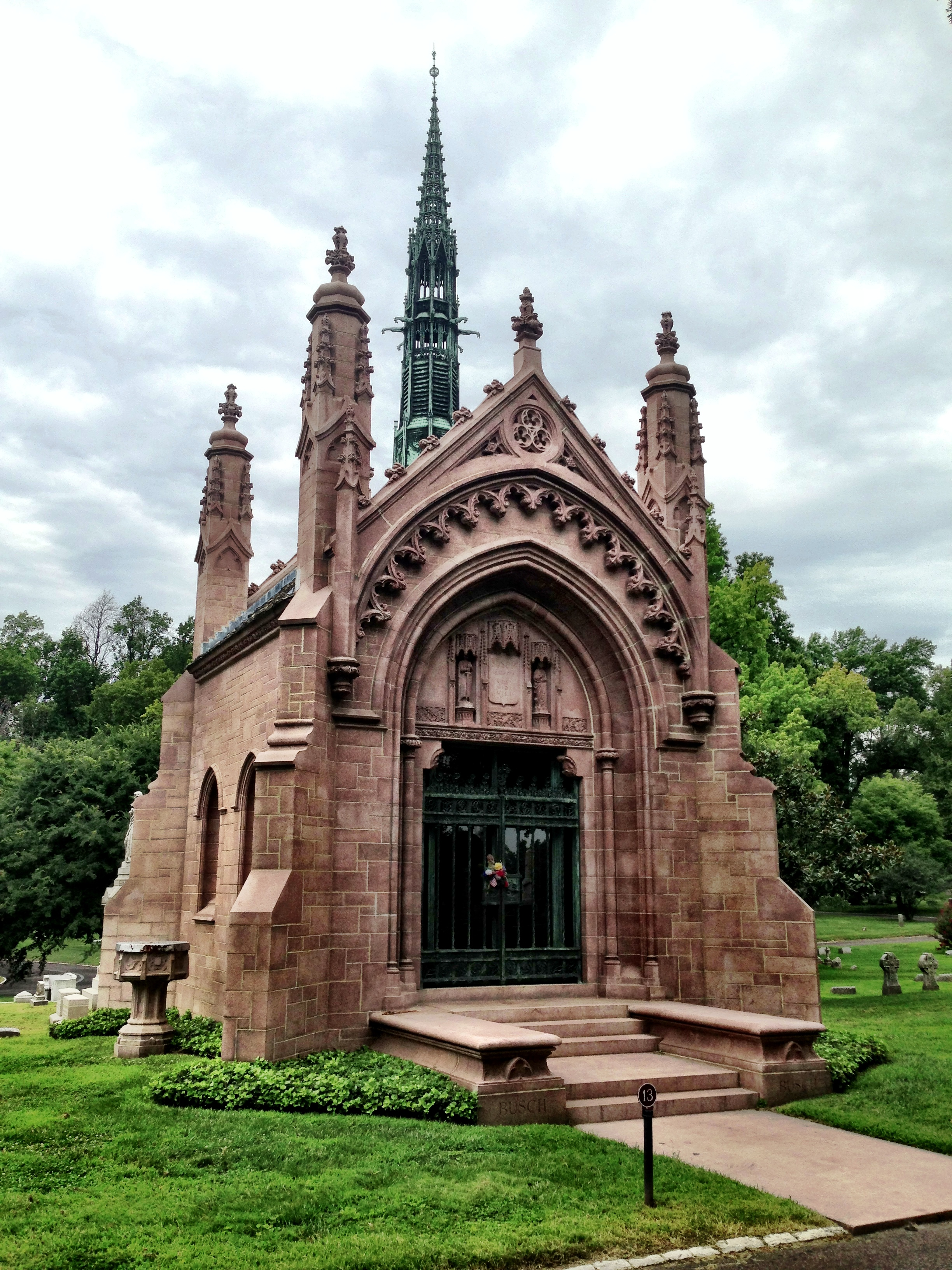
Мавзолей Буша на кладовищі Беллефонт в Сент-Луїсі

Адольф Буш страждав на водянку (пухлини тканини через скупчення рідини з судинній системі) з 1906 року. Він помер 10 жовтня 1913 року під час відпустки на віллі Ліллі, названої на честь його дружини, в Ліндшіде (Німеччина).
У 1915 році його тіло було доставлено в Сполучені Штати на кораблі і поїздом в Сент-Луїс. Майже тридцять тисяч людей висловили свою повагу Адольфус Бушу, коли його тіло лежало в державному особняку в Сент-Луїсі. Серед відомих гостей були міністр сільського господарства США, президент Гарвардського університету і президент Каліфорнійського університету. Хода складалося з двадцяти п'яти вантажівок що перевозили квіти на цвинтар, а також з групи з 250 чоловік, яка очолювала похоронну процесію. Процесія простягалася на двадцять миль. На прохання мера Сент-Луїса, Генрі В. Кіля було дотримано п'ять хвилин тиші, і в готелях Jefferson і Planter's House вимкнули світло. Також були зупинені трамваї.
Знаменитий архітектор Томас Барнетт спроектував склеп в стилі баварської готики з каменю, видобутого в кар'єрі в Міссурі. Будівництво склепу обійшлося в 250 000 доларів (що еквівалентно 2,9 мільйона доларів сьогодні), і було завершено в 1921 році. На стінах зображені виноградні лози, що символізують як народження Адольфа в німецькій виноробної країні, так і його улюблений напій. Слова Юлія Цезаря: «Veni, Vidi, Vici» («Прийшов, побачив, переміг») написані на перемичці.
Ліллі померла від серцевого нападу 17 лютого 1928 року в Пасадені, штат Каліфорнія. Її тіло було перевезено в Сент-Луїс і поховано поруч з чоловіком.

## Цікаві факти
- Прапраправнук Адольфуса Август Буш IV входить до ради директорів компанії Anheuser-Busch InBev.
- Сім'я Буш повністю контролювала компанію з покоління в покоління аж до продажу Anheuser-Busch компанії InBev в 2008 році[10].